# Guillermo Durand Cornejo
Guillermo Mario Durand Cornejo (Capital Federal, 21 de abril de 1955) es un político argentino que se desempeñó como Diputado de la Nación Argentina y como senador provincial por el Departamento de la Capital en la Provincia de Salta y actualmente es diputado provincial electo, cargo que ya supo desempeñar anteriormente.

## Biografía
Guillermo Durand Cornejo nació en la Ciudad Autónoma de Buenos Aires el 21 de abril de 1955 y a los veinte años de edad se mudó a la Provincia de Salta.
No tiene un título universitario y a lo largo de su vida se dedicó a trabajar. En 1994 funda y empieza a presidir CODELCO, una organización civil nacional que defiende a los consumidores, a los usuarios y a todos los ciudadanos. Una entidad privada, más parecida a un bufete de profesionales que abordan y litigan sobre problemáticas comerciales. En paralelo a la fundación de CODELCO, fue miembro del Concejo Deliberante de la Ciudad de Salta entre diciembre de 1993 y diciembre de 1995, elegido dentro de las filas del justicialismo. En su momento se litigó su asunción debido a una denuncia penal que tenía por acoso sexual en su paso por el PAMI.
Luego de su paso por el concejo municipal volvió al ruedo político en 2003 cuando es electo diputado provincial por el Partido Conservador Popular en representación del Departamento de la Capital. Reeligió en las elecciones provinciales de 2007 y nuevamente en las elecciones provinciales de 2011.
En el año 2013 fue candidato a diputado nacional dentro del Frente Salteño, un frente integrado por Propuesta Republicana, Partido Conservador Popular y el partido del exgobernador Juan Carlos Romero. Guillermo sería el ganador en la categoría logrando 132.242 votos que representaban el 20,96% de los votos válidos, superando a Evita Isa, hija de Miguel Isa, intendente de la capital salteña y a Pablo Sebastián López del PO que también obtuvieron una banca en la Cámara. De esa manera Durand Cornejo obtuvo un mandato por cuatro años correspondientes al periodo 2013-2017. Una vez asumida su responsabilidad en la legislatura fue parte del bloque político denominado PRO.
En el año 2015 sería precandidato a intendente de la Ciudad de Salta dentro del Frente Romero+Olmedo. En las elecciones PASO, perdería la interna partidaria contra Gustavo Sáenz contradiciendo a todas las encuestas del momento. El dirigente que había sido presidente del Concejo Deliberante de la capital logró un total de 60.828 votos y el diputado nacional un total de 58.999 votos. Luego Sáenz sería elegido intendente en las elecciones generales.
En el año 2017 luego de varias negociaciones, Guillermo no se presentaría como candidato a diputado nacional, dejándole esa candidatura a Martín Grande (quién luego obtendría una banca en el congreso, ganando la elección) pero si se presentaría como precandidato a senador provincial por el Departamento de la Capital por el partido Un Cambio para Salta, un nombre distinto de Cambiemos en la provincia. En las elecciones PASO saldría segundo, por detrás de Adrián Valenzuela, un periodista que el frente Unidad y Renovación de Urtubey había candidateado por ser una figura outsider de la política. "Chico Malo" había obtenido un total de 84.161 votos (sin contar los votos de los otros candidatos del frente) y el dirigente del PCP, 50.408 votos. De todas maneras en las elecciones generales, Durand Cornejo daría vuelta la elección logrando aumentar su caudal de votos a 102.152 votos, su principal contrincante perdió incluso adeptos bajando a 83.904 voluntades. Guillermo sería entonces elegido senador para el periodo 2017-2021. 
En la Cámara de Senadores de la Provincia de Salta conformó el bloque Cambiemos-País que le respondía al en ese entonces intendente Gustavo Sáenz. Dos años más tarde los integrantes del bloque, José Ibarra, Héctor Nolasco, Pablo González y el mismo Durand Cornejo decidirían llamarse Senadores por Salta para despegarse del gobierno nacional.
En 2021 no buscaría su reelección como senador provincial por la capital y en cambio llevaría adelante una doble candidatura, para las provinciales encabezaría la lista a convencionales constituyentes por Capital del frente Unidos por Salta, uno de los dos frentes que apoyaba la gobernación de Gustavo Sáenz y por otro lado encabezaría la lista de diputados nacionales del mismo frente.
En las elecciones provinciales Durand Cornejo obtendría 76.953 votos y sería el candidato a convencional más votado obteniendo nueve bancas para la convención constituyente. En las elecciones nacionales no le iría tan bien ya que obtendría 69.385 votos en toda la provincia, es decir que no logró igualar su caudal de votos de un mes atrás. Guillermo había obtenido en tan solo capital 76 mil votos y en las nacionales no pudo llegar a esa cifra con el padrón de toda la provincia eso habló de un retroceso para el frente Unidos por Salta.
En las Elecciones legislativas de Argentina de 2021 Guillermo Durand Cornejo logró 71.795 votos que representaron el 11,57% de los votos válidos pero que no serían suficientes para entrar al podio de los candidatos más votados ya que Emiliano Estrada del Frente de Todos obtuvo el 32,37%, Carlos Zapata de Juntos por el Cambio+ el 30,14% y Felipe Biella el 13,83%. Durand Cornejo fue el gran perdedor de la elección ya que salió cuarto a pesar de contar con el apoyo de parte del oficialismo provincial de Gustavo Sáenz y de tener el acompañamiento del oficialismo municipal de Tartagal a través de su intendente Mario Mimessi. 
En el año 2023 y a pesar de varios intentos de retirarse de la política, Guillermo volvió al ruedo y se presentó como candidato a diputado provincial de la capital por el Partido Conservador Popular adhiriendo a la candidatura de Bettina Romero como intendente y llevando dos listas de concejales, la encabezada por Susana Pontussi y la encabezada por Andrés Suriani. Guillermo fue acompañado en la lista por Agustina Gallo Puló, la jefa de gabinete de la municipalidad. Durand Cornejo logró 19.679 votos que fueron suficientes para que él ingresase a la Cámara de Diputados de la Provincia de Salta pero escasos para meter otro diputado además de que sus concejales no lograron hacer piso electoral y por lo tanto se quedaron fuera.

## Controversias
En la década de 1980 cuando trabajaba en el PAMI 
Durand Cornejo es conocido por sostener teorías pseudocientíficas, proponiendo el uso de dióxido de cloro, una sustancia tóxica, como "tratamiento alternativo" para el COVID-19.